# Hypopteridia amplia
Hypopteridia amplia är en fjärilsart som beskrevs av Calora 1966. Hypopteridia amplia ingår i släktet Hypopteridia och familjen nattflyn. Inga underarter finns listade i Catalogue of Life.